# Gertruda
Gertruda je ženské křestní jméno germánského původu. Vzniklo snad z germánského ger "kopí" a trud "síla" nebo trut milá. Podle slovenského kalendáře má svátek 19. května. Další variantou jména je Gerta. Jmeniny může slaví 16. listopadu (dle staršího kalendáře) či 17. března .

## Gertruda v jiných jazycích
- Slovensky: Gertrúda
- Německy: Gertrud nebo Gertrude nebo Gertraude nebo Gerta
- Francouzsky: Gertrude
- Anglicky: Gertrude, Gertie, Trudie či Trudy
- Španělsky: Gertrudis
- Nizozemsky: Geetrudis
- Italsky: Geltrude nebo Gertrude
- Rusky: Gertruda
- Polsky: Gertruda nebo Gerta
- Maďarsky: Gertrúd
- Dánsky, norsky: Gertrud

## Známé nositelky jména

### Svaté
- Svatá Gertruda (Gertrud z Nivelleses; 626-659), abatyše kláštera a Nivelles, Belgie
- sv. Gertruda Veliká (Gertrud von Helfta; 1256-1302), německá mystička, řeholnice v cisterciáckém klášteře Helfta

### Panovnice, šlechtičny a jiné
- Gertruda Babenberská († 1150) – první manželka Vladislava II. a česká kněžna
- Gertruda Babenberská (1241) (1215-1241) – durynská lantkraběnka
- Gertruda Babenberská (1226-1288) – vévodkyně rakouská
- Gertruda Bavorská (1154-1197) – švábská vévodkyně a dánská královna
- Gertruda Braniborská († po 1167) – dcera markraběte Albrechta Medvěda z rodu Askánců, manželka přemyslovce Děpolta I.
- Gertruda z Dagsburgu (franc. Gertrude de Dabo; 1204–1225) – lotrinská vévodkyně a hraběnka ze Champagne
- Gertruda z Hohenbergu (1225–1281) – rakouská vévodkyně, římská královna, první manželka Rudolfa Habsburského
- Gertruda z Komburgu (1095-1130/31) – římsko-německá královna
- Gertruda Meranská (1185–1213) – uherská královna z hraběcího rodu Andechsů, kteří byli markrabaty istrijskými a vévody meranskými (oblast Rijeky)
- Gertruda Polská (asi 1025 – 1108) – polská princezna, dcera krále Měška II. Lamberta a pravnučka císaře Oty II.
- Gertruda Saská (1030–1113) – hraběnka holandská a flanderská
- Gertruda Saská (1115–1143) – bavorská a saská vévodkyně a rakouská markraběnka, dcera císaře Lothara III.
- Gertruda ze Sulzbachu (1114? – 1146) – římskoněmecká královna
- Gertruda Vratislavská (1218/20 – 1244/47) – mazovská kněžna z rodu Piastovců

### Ostatní
- Gertrud Fussenegger, rakouská spisovatelka
- Gertrud von Le Fort, německá spisovatelka
- Seznam článků začínajících na „Gertruda“